# کارلو کاپرا
کارلو کاپرا (به ایتالیایی: Carlo Capra) بازیکن فوتبال و اهل ایتالیا است که از سال ۱۹۱۵ میلادی عضو تیم ملی فوتبال ایتالیا بوده و در ۱ بازی ملی حضور داشته‌است. او در بازی‌های ملی‌اش گلی به ثمر نرساند.
کارلو کاپرا آخرین بازی ملی خود را در سال ۱۹۱۵ میلادی انجام داد.